# Louis François Marie Bellin de La Liborlière
Louis-François-Marie Bellin de La Liborlière, né le 25 mars 1774 à Saint-Martin-de-Saint-Maixent et mort le 27 avril 1847 à Poitiers, est un écrivain français, auteur de romans gothiques.

## Jeunesse

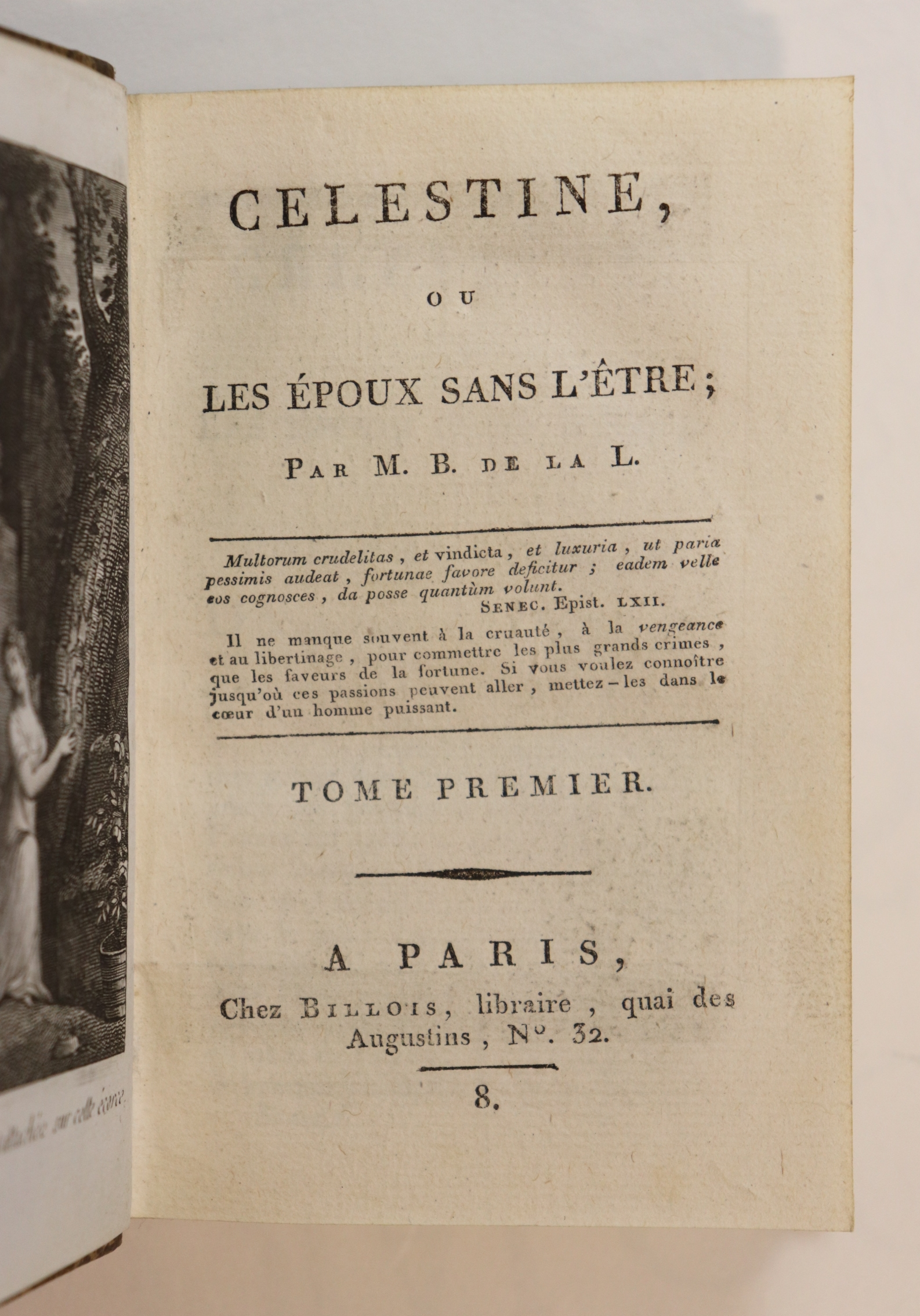
Célestine ou les époux sans l'être. Page de titre du premier tome de l'édition de Paris, chez Billois, 8 (1800). 4 vol. in-12.

Éduqué selon son rang, il fut destiné aux ordres sacrés par ses parents que leur naissance et leur fortune plaçaient dans les premiers rangs de la société.
Ayant suivi avec distinction les cours du collège de Poitiers, il dut interrompre ses études au moment de la Révolution française, revint à Saint-Maixent et refusa de chanter au même lutrin que l’évêque constitutionnel des Deux-Sèvres, dont la résidence était dans cette ville. Il préféra suivre l’exemple de sa famille, et suivre son père en exil à l’âge de 17 ans. Ce dernier souhaitait rejoindre les princes sur le Rhin afin de former une armée pour défendre le pays et « sabrer la canaille ».

## L’exil

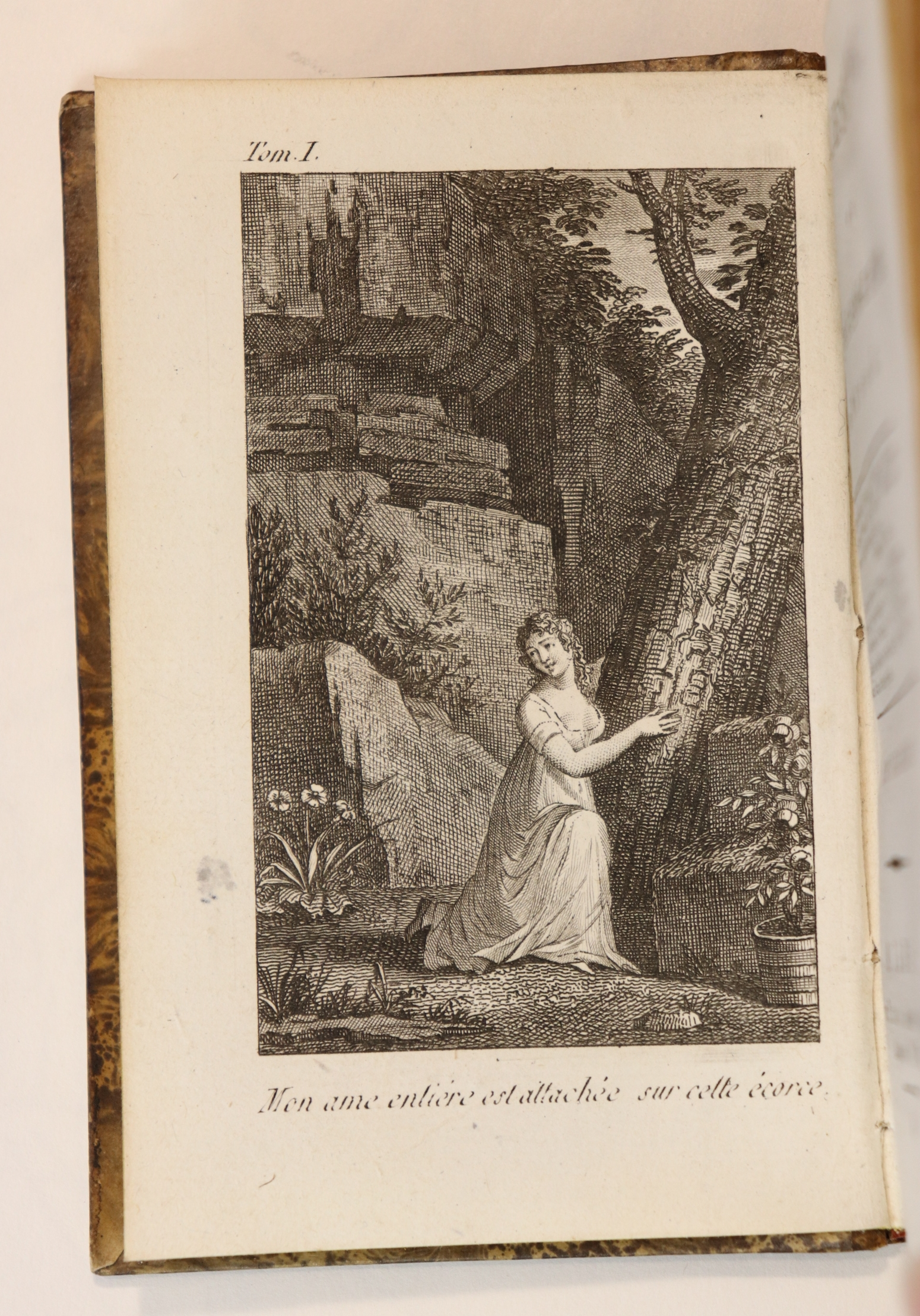
Frontispice de Célestine ou les époux sans l'être. Tome premier de l'édition de Paris, chez Billois, 8 (1800). 4 vol. in-12

À l’automne de 1791, ils s’installent à Coblence et il quitta l’habit ecclésiastique auquel il n’était lié par aucun vœu, pour prendre les armes et servir, avec son père, tour-à-tour dans l’armée des princes et dans le régiment anglo-français de Vioménil, auquel il fut attaché jusqu’à son licenciement. Mais à l’issue de la bataille de Valmy, ils doivent mettre un terme à leur engagement. Le père de Louis-François-Marie meurt une semaine plus tard. On ne sait si ce décès fait suite à des blessures reçues sur le champ de bataille ; si l’on voulait regagner la France et rentrer en possession de ses biens, il était préférable de ne pas avouer avoir pris les armes contre la République. Le fils quitte l’armée, s’installe à Hambourg, puis à Brunswick où il travaille dans une imprimerie française, tout en utilisant ses loisirs en s’occupant d’ouvrages littéraires qui attirèrent l’attention du public. Le premier qu’il publia est une Suite à Candide, de Voltaire, malheureux début condamné à l’oubli.
Le genre sombre, mis à la mode par Ann Radcliffe, lui inspira la pensée d’un roman qu’il publia à Hambourg, en 1798, 4 vol. in-12, sous le titre de Célestine, ou Les Époux sans l’être, roman favorablement accueilli, qui eut deux éditions à Paris, l’une en 1800, l’autre en 1801, 4 vol. in-12. Ce succès n’éblouit pas le jeune écrivain qui, frappé des défauts de ces sortes de compositions, en fit, peu de temps après, en 1799, une critique très piquante dans un autre roman intitulé : La Nuit anglaise, ou les Aventures jadis un peu extraordinaires, mais aujourd’hui toutes simples et fort communes de M. Dabaud, marchand de la rue Saint-Honoré, ouvrage qui se trouve partout où il y a des souterrains, des moines, des bandits et une tour de l’Ouest (2 vol. in-12, Hambourg, 1799 ; 2e édit., Paris, même année). La longueur du titre est indicatrice, en elle-même, de l’intention satirique.

## Le retour
Lorsque le Premier Consul Bonaparte proclame en l’an VIII une amnistie générale pour les émigrés, Bellin de La Liborlière rentre en France pour y poursuivre ses travaux littéraires. En 1800, il publie Anna Grenwil, roman historique du temps de Cromwell (3 vol. in-12, Paris) et Voyage dans le boudoir de Pauline (Paris, in-12, 1801).
Il travailla également pour la scène, faisant jouer avec succès, en 1803, la Cloison, ou Beaucoup de peine pour rien, comédie en un acte et en prose, qui fut représentée au théâtre de l'Odéon. Son nom ne figurait pas sur l’affiche. Après la représentation, le parterre demanda l’auteur ; un acteur s’avança : « — Messieurs, dit-il, l’auteur désire conserver l’anonyme. — II fait bien, répondit un plaisant ; et d’autres de répéter : Oui, oui, il fait bien ! » Malgré cette avanie, qui faillit entraîner une chute, la pièce se soutint, eut plusieurs représentations et resta au répertoire. Mais La Liborlière, rebuté d’une carrière si hasardeuse, ne composa plus pour le théâtre et se livra à des études plus sérieuses.
Après de longues et fastidieuses démarches administratives, il finit par obtenir sa radiation des listes de citoyens prévenus d’émigration et rentre en possession de son patrimoine. Pendant son séjour en Angleterre, La Liborlière, qui avait connu de Louis de Fontanes, le revit à Paris et devint son ami. Cette liaison et ses talents lui valurent d’être envoyé à Poitiers, en 1809, avec le titre d’inspecteur de l’Université, pour organiser l’Académie de cette ville dont il fut nommé recteur en 1815.
Pour ce faire, il dut prêter serment et « jurer obéissance aux constitutions de l’Empire et fidélité à l’Empereur ». À cette occasion il écrivit une ode, en 1803 :
Mais notre main reconnaissante
Pour rendre hommage à ses bienfaits
Veut tous les ans sur l’écorce naissante
Graver : Bonaparte et la paix.

## Carrière
En 1814, Bellin de La Liborlière publie une autre ode, intitulée La France régénérée, d’un tout autre ton :
Salut famille révérée
Nobles descendants des Louis !
Enfin la France infortunée
Voit tous ses maux évanouis.
Salut Bourbons de qui l’absence
Fit longtemps gémir notre cœur ;
Vous revenez et dans la France
Avec vous revient le bonheur.
Il assuma avec sérieux, mais non sans une certaine sévérité envers les personnels sympathisants de la Révolution, sa charge de recteur jusqu’en 1830, date à laquelle il s’en démit pour rentrer dans la vie privée. Son attachement pour l’instruction de la jeunesse, ses connaissances acquises, son habitude d’écrire, se font remarquer dans les ouvrages sérieux qu’il composa pendant qu’il était à la tête de l’enseignement à Poitiers.
Membre fondateur de la Société d’Agriculture, Belles-Lettres, Sciences et Arts, qui s’organisa à Poitiers en 1818, La Liborlière y occupa, le premier, le fauteuil de la présidence, et fut appelé plusieurs fois, dans la suite, à la même dignité. Il était également associé de la Société des antiquaires de l'Ouest. En 1821, La Liborlière reçut pour prix de ses services la croix de la Légion d'honneur et fut, un peu plus tard, appelé à siéger au conseil général du département de la Vienne.
Il mourut en 1847 à l’âge de 73 ans, « dans la foi et la religion catholique, ayant conservé sous les glaces de la vieillesse la verve de la jeunesse et la forte intelligence de son âge mûr ». Il est inhumé au cimetière de Chilvert à Poitiers.